# Sikuani
El sikuani (o guahibo) és una llengua indígena del grup central de la família guajibana que possiblement va formar un continu dialectal amb la llengua cuiba, fins que van ser separats per l'assentament en les riberes dels rius, de pobles de llengües arawak i sàliba i més tardanament per la colonització. La parlen unes 23.006 persones a Colòmbia (departaments de Casanare, Meta i Vichada) i 8.428 més a Veneçuela (est de Los Llanos) de l'etnia dels guahibos. Hi ha un 40% de monolingüisme i un 45% d'alfabetització.
Els principals dialectes sikuani són Waü (occidental) i Parawá (oriental). Newütjü (Tigrero) és una forma transicional entre tots dos. El Hamorúa (Jamorua) és una forma extrema de Parawá, en tant que hi ha diversos dialectes transicionals entre sikuani i cuiba: Domi (Playero), del riu Arauca, més sikuani; Waüpiwi (Wipiwi, Yomati) dels ric Uachadía i alt Tom; Siripuji (Tsiripu o Siripu) del riu Aguaclara; i Mayaraji (Mariposo o Mayalero), del riu Arauca.

## Descripció lingüística

### Fonologia
Vocals
|          | Anteriors | Centrals | Posteriors |
| Tancades | i ĩ       | ɨ ɨ̃      | o ũ        |
| Mitjanes | e ẽ       |          | o õ        |
| Obertes  |           | a ã      |            |

Son sis vocals orals i sis nasals.
Consonants
|                   | labial | dental | alveolar | palatal | velar | glotal |
| oclusives sordes  | p      | θ (z)  | t        |         | k     |        |
| oclusives sonores | b      |        | d        |         |       |        |
| nasals            | m      |        | n        |         |       |        |
| africades         |        |        | t͡s       |         |       |        |
| fricatives sordes | f      |        | s        |         | x     | h      |
| lateral           |        |        | l        |         |       |        |
| vibrant           |        |        | r        |         |       |        |
| aproximants       | w (v)  |        |          | i       |       |        |